# Římskokatolická církev v Estonsku

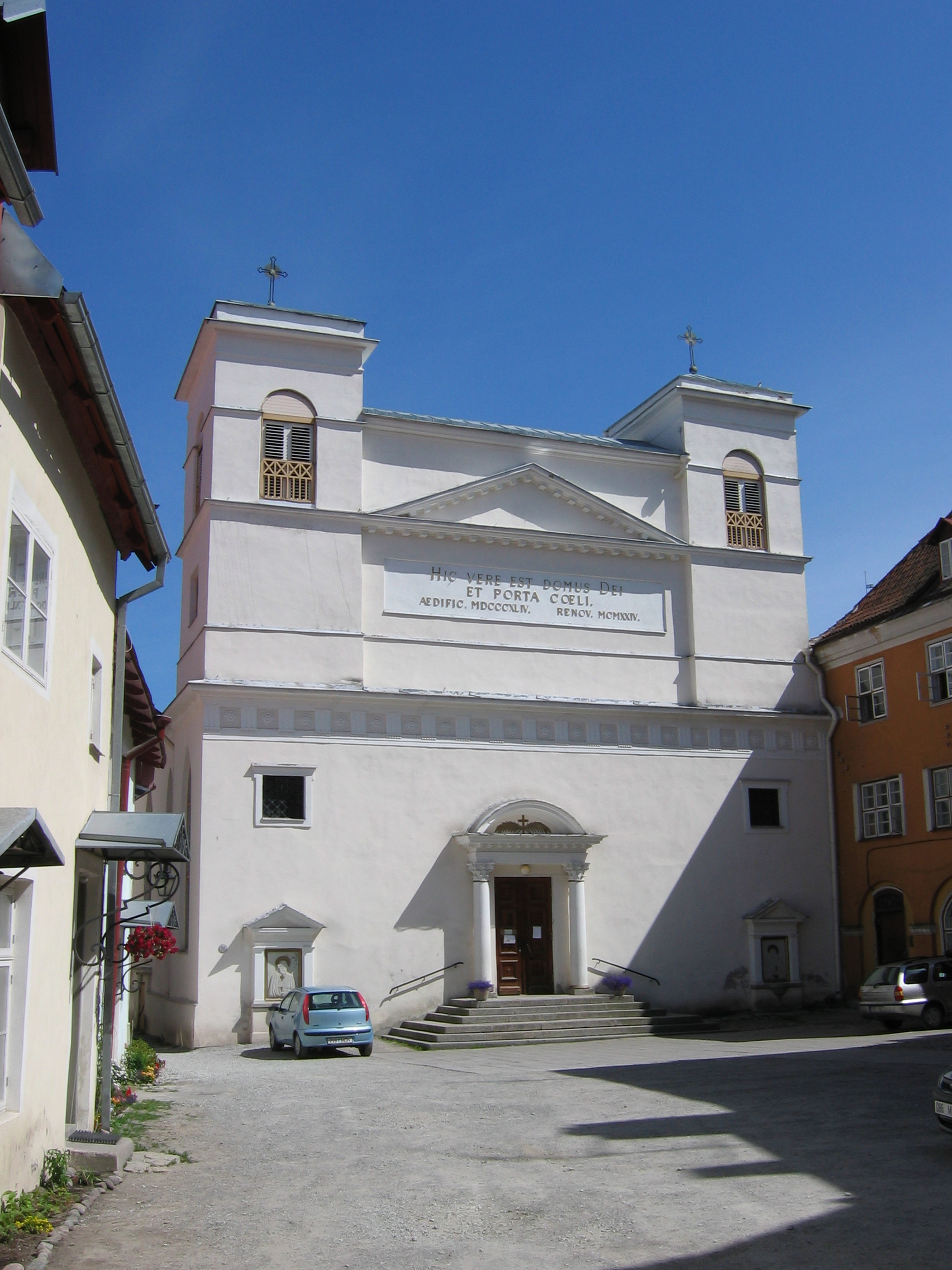
Katedrála svatého Petra a Pavla v Talinu

Římskokatolická církev má v Estonsku pouze okrajový význam, počty katolíků se obvykle odhadují v ozmezí 3500-6000 (0,26-0,4 % obyvatel). Estonské území spravuje apoštolská administratura založená v roce 1924. Současným administrátorem je Philippe Jean-Charles Jourdan, titulární biskup pertuský.